# Політика Європейського Союзу у галузі підприємництва
Полі́тика в га́лузі підприє́мництва (англ. Enterprise policy) — має на меті спростити створення і розвиток підприємств та виробництв на території Європейського Союзу. Повноваження ЄС у цій сфері обмежуються тільки підтримкою і координацією ініціатив держав-членів. ЄС не може ні диктувати національні політики, ні гармонізувати національні закони й інші акти..
Політика в галузі підприємництва прагне допомогти підприємствам, особливо малим і середнім, пристосовуватись до структурних змін і розвиватися. Вона заохочує їхню співпрацю та спонукає повною мірою використовувати переваги науково-дослідних і технологічних розробок та інновацій. Створення «Європи підприємництва» — один з центральних елементів Лісабонської стратегії.